# David Johnson
David Edward Johnson (23 de outubro de 1951 – 23 de novembro de 2022) foi um futebolista profissional inglês que atuou como atacante. Ele ganhou grandes troféus no Liverpool nas décadas de 1970 e 1980. Ele também jogou por Ipswich Town, Everton e outros clubes.Predefinição:Carace de fontes

## Carreira

### Everton
Johnson assinou contrato com o Everton e depois de mostrar sua habilidade nos primeiros jogos, o técnico do Liverpool, Bill Shankly, pediu que o técnico do Everton, Harry Catterick, vendesse o jovem atacante, mas foi rejeitado.
Johnson fez sua estréia no Everton aos 19 anos em 8 de janeiro de 1971, em um empate por 2 a 2 com o Burnley no Turf Moor. Mais tarde, em 1971, Johnson marcou em um jogo do Merseyside Derby para o Everton.

### Ipswich Town
Johnson juntou-se ao Ipswich Town, de Bobby Robson, em Novembro de 1972 por £40,000. Ele fez sua estréia em 4 de novembro de 1972 em Portman Road em um empate em 2-2 com o Leeds United. Seu primeiro gol pelo clube aconteceu em 2 de dezembro do mesmo ano, no empate em 1 a 1 com o Manchester City, no Maine Road. 
No final de sua primeira temporada, Johnson ajudou o Ipswich na final da Taça Texaco, onde enfrentou o Norwich City. O Ipswich saiu vitorioso, ganhando por 4–2 no total, vencendo ambas os jogos por 2-1.
Na temporada seguinte, o Ipswich empatou com o Real Madrid na primeira rodada da Copa da UEFA. O Ipswich venceu por 1-0 em casa e empatou sem gol no Santiago Bernabéu, na frente de 80.000 torcedores. Na próxima rodada, eles enfrentaram o S.S. Lazio, o Ipswich fez 4-0 com apenas 20 minutos e Johnson sofreu uma lesão. Ele teve que ser substituido e perdeu os 3 jogos seguintes como conseqüência. Johnson retornou da lesão na partida de volta em Roma e ficou no banco. Aos 88 minutos, com o placar de 5 a 4 no total, Johnson entrou no jogo e com praticamente seu primeiro toque, ele marcou o gol que finalmente resolveu o jogo em favor de Ipswich. 
O Ipswich derrotou o FC Twente na próxima rodada, mas saiu nas quartas-de-final contra o Locomotiv Leipzig por 4 a 3 nos pênaltis, depois que os times empataram em 1 a 1 no tempo normal e na prorrogação.
Ele marcou 35 gols em suas quatro temporadas no clube. Foi durante o seu tempo no Ipswich que Johnson foi convocado por Don Revie para o seu primeiro jogo na Seleção Inglesa. Ele fez sua estréia em um jogo do British Home Championship em Wembley em 21 de maio de 1975. 
Johnson estava na equipe de Ron Greenwood que disputou a Eurocopa de 1980, mas foi reserva de Gary Birtles e Paul Mariner. Ele jogou oito vezes na Seleção Inglesa, marcando seis vezes nessas jogos.
Em 1976, o Tottenham Hotspur fez uma oferta malsucedida de cerca de £200.000 para Johnson, mas ele não quis sair. No entanto, depois de 137 jogos no campeonato pelo Ipswich, ele retornou a Merseyside, mas dessa vez pro Liverpool.

### Liverpool
Johnson assinou pelo Liverpool e fez sua estréia pelo clube em 21 de agosto de 1976, em uma vitória por 1 a 0 sobre o Norwich em Anfield. Ele marcou seu primeiro gol uma semana depois, no dia 28, mas seu gol não foi suficiente para impedir a derrota para o Birmingham City por 2 a 1 em St Andrews.
Em sua primeira temporada, ele era um reserva frequente, disputando o direito de fazer parceria com Kevin Keegan com John Toshack e David Fairclough.
Johnson conquistou sua primeira honra nacional com o título da Primeira Divisão e foi escolhido como parceiro de ataque de Keegan para a final da FA Cup de 1977 em Wembley, mas o Liverpool perdeu por 2 a 1 para o Manchester United. Johnson causou pouco impacto e foi substituído por Ian Callaghan no segundo tempo. Para a final da Liga dos Campeões de 1977 contra o Borussia Mönchengladbach, em Roma, três dias depois, o técnico Bob Paisley manteve o time que havia terminado a partida em Wembley, então Callaghan começou e Johnson estava no banco. Ele pegou uma medalha quando o Liverpool venceu por 3-1.
Em abril de 1978, Johnson marcou para o Liverpool no derby de Merseyside em Goodison Park - tornando-se o primeiro jogador a marcar para ambos os clubes no Merseyside Derby. Até hoje, apenas um outro jogador - Peter Beardsley - alcançou esse feito desde então.
Em 1981, ele jogou quando o Liverpool conquistou sua terceira Liga dos Campeões (contra o Real Madrid na final) e sua primeira Copa da Liga (contra o West Ham United). No entanto, um sinal do que estava por vir veio na final da Taça da Liga. Depois que o primeiro jogo em Wembley terminou em 1 a 1, Johnson estava no banco para o replay devido à decisão de Paisley de testar o jovem Ian Rush. Rush jogou bem e no ano seguinte ele era o parceiro regular de Kenny Dalglish, com Johnson sendo usado com menos frequência.
Johnson fez o suficiente para ganhar uma medalha na Primeira Divisão em 1982 e também venceu a Copa da Liga novamente.

### Outros clubes
Ele retornou ao Everton em agosto de 1982 por £100.000. Ele foi emprestado ao Barnsley na temporada seguinte. 
Ele terminou a temporada 1983-84 no Manchester City antes de passar o verão nos Estados Unidos jogando no Tulsa Roughnecks da NASL. Sua última temporada de futebol profissional foi disputada no Preston North End.

## Pós carreira e morte
Trabalhou na BBC Radio Merseyside como comentarista e também como colaborador regular do programa Red Alert da emissora, transmitido na sexta-feira às 19h30, onde ele fornecia o que é conhecido durante o programa como "The Doc's Diagnosis".
Johnson morreu em 23 de novembro de 2022, aos 71 anos de idade.

## Títulos
Ipswich Town
- Texaco Cup: 1973

Liverpool
- Primeira Divisão: 1976–77, 1978–79, 1979–80, 1981–82
- Copa da Liga: 1980–81, 1981–82
- Supercopa da Inglaterra: 1976, 1977, 1979, 1980
- Liga dos Campeões: 1976–77, 1977–78, 1980–81
- Supercopa da UEFA: 1977